# Dadaizem
Dadaizem je bilo umetniško gibanje, ki je nastalo leta 1916 v Zürichu. 
Ustvarjalci so se delili na berlinske (npr. George Grosz in John Heartfield), katerih dela so bila politične izjave, ter hannoverske dadaiste (Kurt Schwitters), ki so zavestno odločili za čisto umetnost, brez kakršnihkoli izjav. Toda obojni so poudarjali, da niso umetniki, filozofi ali politiki. 

## Zgodovina
Leta 1916 je pisatelj Hugo Ball okoli sebe zbral nekaj umetnikov različnih disciplin. 
Ker mu je za to skupino manjkalo ime, je nož zabil v nemško-francoski slovar in konica se je zapičila v besedo »dada« (fr.: konjiček). Po drugi verziji sta Hugo Ball in Huelsenbeck naletela na besedo, ko sta v slovarju iskala ime za takratno pevko kabareta »Madame le Roi«.
Marcel Janco, dadaist, pa trdi, da so si zgodbo o nožu izmislili šele veliko kasneje. Resnica bi naj bila namreč veliko manj poetična. Verjetno je na ime vplival šampon »DADA«, ki je bil takrat v Zürichu zelo razširjen. 
Dadaizem je postavil pod vprašaj celotno dotedanjo umetnost. Njeno abstraktnost oziroma estetiko je popačil s satiričnim pretiravanjem in tako ustvaril nesmiselna umetniška dela. Težko je razločevat med »resnimi« umetniškimi deli dadaizma in takimi, ki služijo le kot »antiumetniška« dela, torej kot satira obstoječe umetnosti. 
Med prvo svetovno vojno se je dadaizem razširil po celi Evropi. Kopičili so se provokativni protesti umetnikov zoper vojno in umetnost.
Prva centrala dadaistov je bil Kabaret Voltaire. Nahajal se je nedaleč od Leninovega stanovanja. Več kot eno leto so se tam združevali, razpravljali, plesali, peli, govorili, žvižgali in tolkli - preizkušali so torej celoten repertoar svojega gibanja. Po zaprtju kabareta so se preselili v galerijo Dada.

## Umetnost
Med najpomembnejšimi ustvarjalnimi disciplinami dadaizma je bila »glasovna poezija«. Ta je zavračala jezikovni pomen in je poskušala uporabljati jezik kot čisto formalen glasovni material, torej popolnoma brez pomenske plati. Semantika izgine, v ospredje prodre zvočnost besed - lirika prevzame značilnosti glasbe. To vrsto poezije je prvič predstavil Hugo Ball leta 1917 v galeriji Dada. Svojo umetnost je utemeljil takole: »S temi pesmimi smo se odrekli jeziku, ki opustoša - jeziku, ki ga je iznakazilo novinarstvo.«
Za dadaiste je bilo kot ustvarjalni princip prav tako pomembno naključje. Hans Arp je recimo v svojem ateljeju dolgo delal na neki sliki. Nezadovoljen je slednjič platno raztrgal in ostanke razmetal po tleh. Ko je nato kasneje po naključju spet pogledal na drobce na tleh, ga je presenetila njihova razporeditev. Bila je točno takšna, kakor si jo je zamišljal od vsega začetka. Isti princip naključja je Arp uporabil tudi v svoji poeziji. Besede je naključno izbiral med članki v dnevnem tisku, velikokrat z zaprtimi očmi. Te pesmi iz leta 1917 je nato poimenoval »Arpadi«.
Dadaizem je poniknil v 20. letih dvajsetega stoletja. Ustvarjalce je enostavno ta koncept nehal zanimati. Toda inspiriral je naslednike med umetniškimi smermi: konkretno poezijo, letrizem, moderni performans, ... 

## Pomen
Dejanski vpliv dadaizma na upodabljajočo umetnost je težko definirati. Toda pogosto se kot naslednika dadaizma definira surrealizem. Prav tako je vprašljiv vpliv dadaizma na glasbo - čeprav nekateri recimo menijo, da je dadaizem vplival na pesem skupine Trio, »Da da da«.
Dadaizem se lahko razume tudi kot umetniška reakcija na tragedijo prve svetovne vojne. Ker se je na eni strani zgodil propad obstoječih vrednot in norm, se je temu na drugi strani zoperstavila svobodna in nespoštljiva umetnost, ki je meščane provocirala in blatila. 
Ne glede na vse se je dadaizem obdržal vse do danes. Uporabljajo ga predvsem nekateri kabaretisti, kot orožje sarkastične kritike umetnosti. Najpomembnejši povojni predstavnik je bil Ernst Jandl.
Tudi nekateri aktualni umetniki uporabljajo koncept dadaizma, recimo: 
- glasbena skupina Dada ante portas

- umetniško gibanje Samovoljno-kreativna alternativa/Eigenwillig Creative Alternative

- Jonas Odell, ki je med drugim posnel glasbeni spot v dada stilu za skupino Franz Ferdinand

- t. i. neodadaisti - Bad Beuys itd.

- t. i. neumetnost

## Pomembni dadaisti
- Guillaume Apollinaire (1880-1918)
- Louis Aragon (1897-1982)
- Hans Arp (1886-1966)
- Johannes Theodor Baargeld (1892-1927)
- Hugo Ball (1886-1927)
- Andre Breton (1896-1966)
- Marcel Duchamp (1887-1968)
- Paul Eluard (1895-1952)
- Max Ernst (1891-1976)
- Francis Picabia (1879-1953)
- George Grosz (1893-1959)
- Hans Richter (1880-1976)
- Kurt Schwitters (1887-1948)
- Tristan Tzara (1896-1963)
- Johannes Baader (1875-1955)
- John Heartfield (1891-1968)
- Richard Huelsenbeck (1892-1974)
- Marcel Janco (1895-1984)